# Westendorf (Wüstung)
Die Wüstung Westendorf liegt etwa einen Kilometer westlich von Großliebringen im thüringischen Deubetal in Deutschland.
Von der Wüstung westlich von Großliebringen sind Nachweise in den Reichsklöstern Hersfeld und Fulda überliefert. Zwischen 1447 und 1451 wurde der Ort im Schwarzburger Hauskrieg zerstört und die verbliebenen Bewohner in Großliebringen in der Schlossgasse angesiedelt. Diese 14 Familien bildeten eine lange Zeit eine eigene Gemeinde.